# Zmije růžkatá
Zmije růžkatá (Vipera ammodytes) je had z čeledi zmijovitých. Žije v jižní Evropě, na Balkáně a na Blízkém východě. Má pověst nejnebezpečnějšího evropského hada vzhledem ke své velikosti, délce jedových zubů (až 13 mm) a vysoké účinnosti jedu. Vědecké jméno je odvozeno z řeckých slov ammos a dytes („písek“ a „norník“). Není to právě nejvýstižnější jméno pro hada, který dává přednost skalnatému prostředí.

## Popis

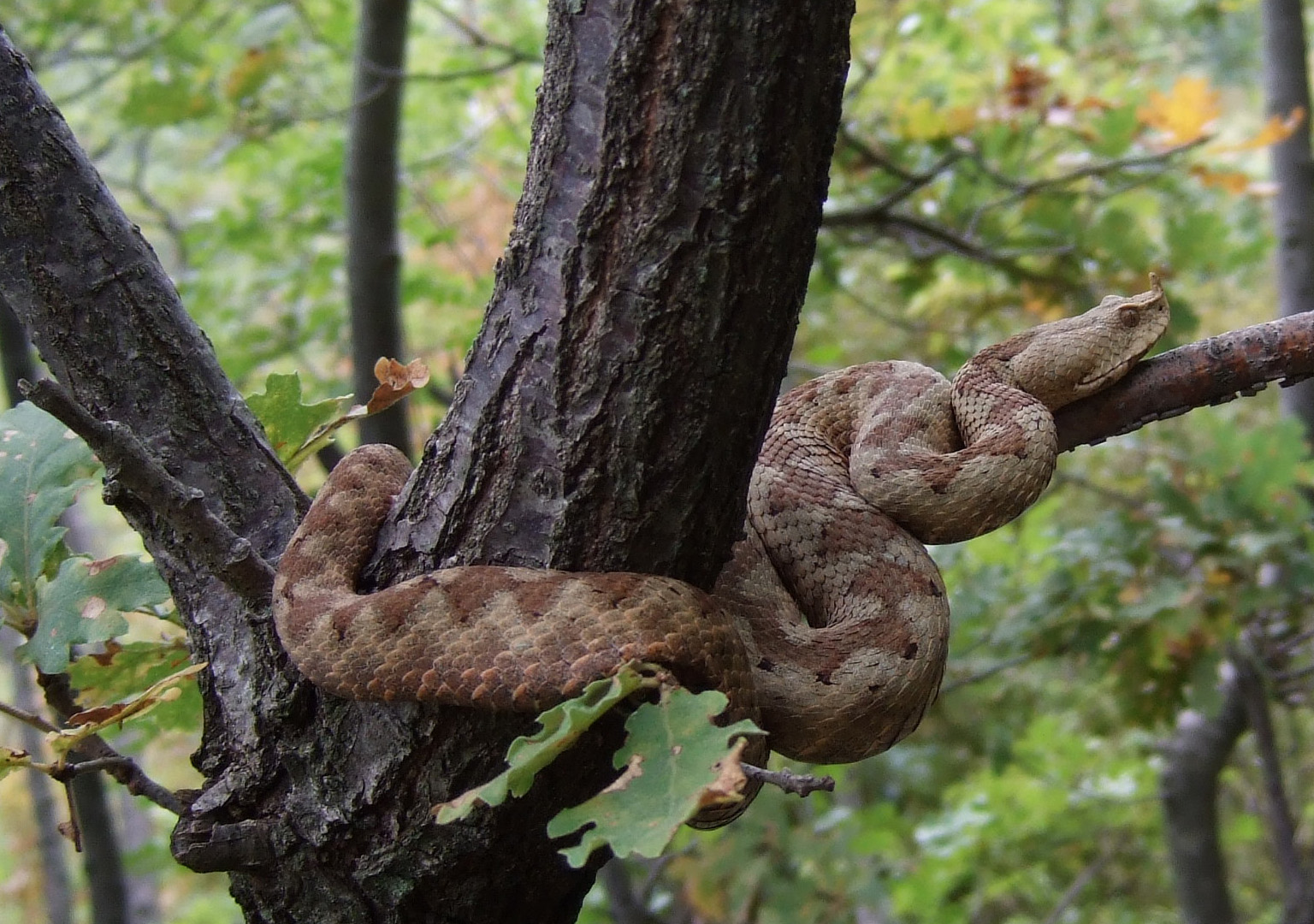
Zmije růžkatá

Dorůstá až do délky 95 cm, většina jedinců však nepřesahuje 85 cm. Maximální délka také závisí na rase, přičemž severní poddruhy jsou zřetelně větší než jižní. Podle Strugaria (2006) činí průměrná délka 50–70 cm, nicméně byli spatřeni jedinci delší než 1 m. Samice jsou obvykle větší a robustnější, i když nejdelší zaznamenaní jedinci jsou samci.

## Ekologie a chování
Jde o hada s denní aktivitou. Preferuje suchá stanoviště, především křovinaté oblasti, okraje lesů, slunné kamenité svahy hor, travnatá území, opuštěné zahrady a kamenné zdi. Živí se malými savci, plazy (ještěrkami, jinými hady včetně zástupců vlastního druhu), ptáky a mladí jedinci i většími členovci (stonožkami). Hibernuje po dobu dvou až šesti měsíců v závislosti na klimatických podmínkách. K páření dochází na jaře a koncem léta až začátkem podzimu rodí samice jedno až dvacet mláďat.
V některých oblastech žije sympatricky se zmijí skvrnitou a zmijí obecnou, s níž se, velmi vzácně, kříží.
Populace zmije růžkaté v oblasti Dalmácie se významně zmenšila v důsledku introdukce promyky zlaté počátkem 20. století.

### Jed, nebezpečnost
Jed zmije růžkaté je poměrně silný, LD50 dosahuje zhruba 0,48 mg/kg. Had disponuje větší zásobou jedu než například zmije obecná. Chová se však obvykle neútočně a pokud není silně provokován, většinou neuštkne. Nicméně nebezpečí uštknutí nelze podceňovat, a to především od samců na jaře.